# Áno Períthia
Áno Períthia, en grec moderne : Άνω Περίθεια, est un village du dème de Corfou-Nord, district régional de Corfou, en Grèce.
Selon le recensement de 2011, la population du village compte trois habitants.